# Maktabat al-Himma
Maktabat al-Himma (arabisch مكتبة الهمة, DMG maktabat al-himma ‚Die Literatur hoher Bestrebungen‘) ist ein Verlag der Terrororganisation Islamischer Staat, der kurze Broschüren im Umfang von zwei bis acht Seiten auf Arabisch publiziert.
Laut einem Artikel für die NATO Association of Canada dienen sämtliche Publikationen der Legitimation der IS-Organisation primär gegenüber der lokalen Bevölkerung.  Inhaltlich beschäftigen sich die Publikationen deshalb primär mit IS-Politik und ihrer angeblichen Verbindung zu Gott und zur islamischen Religion. Oft werden Islamischer Staat und Allah als Synonyme verwendet, wodurch implementiert wird, dass sämtliche Handlungen der Terrororganisation gottgewollt seien.

## Inhalt der Broschüren

### Aufruf zum Treueeid gegenüber al-Baghdādī
Ein wichtiges Werk war „Streckt eure Hände zum Treueeid für al-Baghdādī aus“ (muddū al-ayādī li-baʿyat al-Baġdādī) des IS-Chefideologen Turkī al-Binʿalī. Eine Version des Textes wurde von Al-Ghuraba' Media auch auf Deutsch übersetzt. Darin sollten die Vorzüge al-Baghdādīs einer breiten Leserschaft vorgestellt werden.  Zuerst wird seine Abstammung beschrieben, anschließend seine Ausbildung zu einem islamischen Rechtsgelehrten, sein Wirken als Mudschāhid und sein Recht zu regieren. Am Ende wird der Leser aufgefordert al-Baghdādī die Treue zu schwören. Dies wird zugleich als Zeichen des Widerstandes gegen die „Ungläubigen“ gedeutet.

### Informationen und Identität für „Bürger“
Menschen, die in von der IS-Organisation kontrolliertem Territorium leben, sollen durch die Broschüren über ihre Rechte und Pflichten informiert werden. Daneben wird auch versucht eine Identität zu schaffen, indem die Welt in Umma und ihre Feinde bzw. in gläubig und ungläubig eingeteilt wird. Innerhalb des Territoriums würde Scharia und damit der Wille Gottes herrschen. Für nicht-sunnitische Gruppen wie Druzen und Alawiten sei jedoch kein Platz. Im Gegenteil, man müsse sie töten. Ansonsten sei jeder Sunnit, egal aus welchem Teil der Welt, willkommen. Die Pflicht aller sei jedoch der Dschihād gegen die „Kreuzfahrer“ und ihre Alliierten. Diese seien der Grund für die „Tragödie der Umma“ und müssten deshalb auf dem Weg zum Paradies auf Erden bekämpft werden. Durch diese Argumentation kreiert die IS-Organisation ein Gefühl von Hass und Rache. Sympathie und Unterstützung hingegen sollen die Menschen nur der IS-Organisation entgegenbringen.